# 对八联苯
对八联苯是一种有机化合物，化学式为C48H34，它在沸腾的1,2,4-三氯苯中的溶解度很有限。它可由4-溴对四联苯在2,2'-联吡啶存在下、双(1,5-环辛二烯)镍催化下于溶剂中加热偶联得到。